# Закидово
Закидово — деревня в Валдайском районе Новгородской области России. Входит в состав Рощинского сельского поселения.

## География
Деревня находится в юго-восточной части Новгородской области, в зоне хвойно-широколиственных лесов, на левом берегу реки Валдайки, вблизи места впадения её в озеро Закидовское, на расстоянии примерно 15 километров (по прямой) к востоку-северо-востоку (ENE) от города Валдай, административного центра района. Абсолютная высота — 188 метров над уровнем моря.

### Часовой пояс
Деревня Закидово, как и вся Новгородская область, находится в часовой зоне МСК (московское время). Смещение применяемого времени относительно UTC составляет +3:00.

## Население
| 2010 |
| ---- |
| 3    |

Половой состав
По данным Всероссийской переписи населения 2010 года в гендерной структуре населения мужчины составляли 33,3 %, женщины — соответственно 66,7 %.

Согласно результатам переписи 2002 года, в национальной структуре населения русские составляли 80 % из 5 чел.